# Milan Stamatović
Milan Stamatović, cyr. Милан Стаматовић (ur. 24 maja 1960 w Čajetinie) – serbski polityk i samorządowiec, burmistrz Čajetiny, kandydat w wyborach prezydenckich w 2017.

## Życiorys
Uzyskał wykształcenie średnie, pracował jako technolog w różnych przedsiębiorstwach. Zaangażował się w działalność polityczną w ramach Demokratycznej Partii Serbii, w 2008 wszedł w skład zarządu głównego DSS, a w 2010 został członkiem prezydium partii. W 2001 objął funkcję przewodniczącego rady miejskiej Čajetiny, w 2004 wybrany na burmistrza tej miejscowości (uzyskiwał następnie reelekcję na kolejne kadencje).
W 2014 opuścił DSS, współtworzył następnie Serbską Partię Ludową. Wystąpił z niej w 2017 w związku z poparciem przez tę formację Aleksandara Vučicia w wyborach prezydenckich. Sam wystartował w tych wyborach jako kandydat niezależny, otrzymując w pierwszej turze około 1,2% głosów i zajmując 8. miejsce wśród 11 kandydatów. W tym samym roku założył nową partię pod nazwą Zdrowa Serbia.
W 2018 zorganizował w zarządzanej przez siebie miejscowości paramilitarny obóz dla osób w wieku 12–23 lata pod nazwą „Omladinsko-patriotski kamp Zlatibor 2018”. Udział dzieci w tej inicjatywie spotkał się z szeroką krytyką (m.in. ze strony prezydenta) i doprowadził do wydania decyzji o rozwiązaniu obozu.